# Кейн, Роберт Генри
Роберт Генри Кейн VC (англ. Robert Henry Cain; 2 января 1909, Шанхай — 2 мая 1974, Кроуборо) — майор Британской армии, участник Второй мировой войны; первый житель острова Мэн, ставший кавалером Креста Виктории — высшей военной награды Великобритании.
Кейн вырос на острове Мэн и служил в Почётной артиллерийской роте в 1928—1931 годах. Снова призван в Британскую армию в 1940 году, в 1942 году переведён в Южностаффордширский полк, 2-й батальон которого входил в 1-й британскую воздушно-десантную дивизию. Участвовал в высадке на Сицилию в 1943 году и в Арнемской операции в 1944 году. Во время битвы за Арнем его рота отбивала атаки вражеских танков, САУ и пехотинцев. Кейн лично уничтожил несколько вражеских танков и самоходных орудий. Несмотря на серьёзные боевые ранения, он отказывался от медицинской помощи, а за проявленное мужество был награждён Крестом Виктории.
В конце войны он участвовал в операции «Судный день», в ходе которой 1-я воздушно-десантная дивизия Великобритании заставила немецкие части в Норвегии сложить оружие. В конце 1945 года он был демобилизован и вернулся в Royal Dutch Shell, где работал до войны. Умер от рака в 1974 году.

## Ранние годы
Роберт Кейн родился в Шанхае 2 января 1909 года. Его родители — уроженцы острова Мэн. В раннем детстве Роберт вернулся с семьёй на остров и учился там в колледже короля Вильгельма. В 1928 году Кейн был призван в армию и зачислен в Почётную артиллерийскую роту (подразделение Территориальной армии Великобритании, военнослужащие которого могли свободно заниматься гражданской деятельностью). Кейн работал в Сиаме и Британской Малайе в компании Shell. В запас он был отправлен 12 февраля 1931 года.

## Вторая мировая война
В апреле 1940 года, уже после начала Второй мировой войны, Кейн был призван в Британскую армию. Он был зачислен в полк Королевских нортумберлендских фузилёров как второй лейтенант. В 1942 году он был переведён во 2-й батальон Южностаффордширского полка, а в апреле 1943 года был временно произведён в майоры, оправдав в дальнейшем это решение командования (официально ему присвоили это звание в 1945 году). 2-й батальон Южностаффордширского полка входил в состав 1-й воздушно-десантной бригады, которая совершила в июле 1943 года высадку на Сицилии в рамках операции «Лэдброук». В том же месяце Кейн принял командование над ротой B 2-го батальона.

### Арнемская битва
Арнемская битва является частью воздушно-десантной операции «Маркет Гарден» по попытке освобождения Нидерландов. 1-я британская воздушно-десантная и 1-я отдельная польская парашютная бригады получили приказ захватить мосты через Рейн, что являлось конечной целью операции как таковой. Однако высадка 17 сентября 1944 года пошла не по плану, поскольку около Арнема располагались 9-я и 10-я танковые дивизии СС «Фрундсберг»: в их составе было множество панцергренадеров, танков и самоходных орудий. Сопротивление немецких войск привело к колоссальным потерям союзников, и только небольшая группировка сумела захватить частично Арнемский мост, затем потеряв его 21 сентября. Остальные части союзных войск попали в огромный «мешок» к западу от моста и эвакуировались только 25 сентября. Рейн оставался под контролем вермахта вплоть до марта 1945 года.

#### Продвижение к Арнему
Союзники планировали высадить поляков и британцев в Арнеме за три вылета в течение трёх дней. Генерал-майор Рой Уркварт предложил в первую очередь высадить на планерах 1-ю воздушно-десантную бригаду как более эффективную. Кейн участвовал в первом вылете ещё с двумя ротами Южностаффордширского полка, но не прошло и пяти минут после вылета с авиабазы Мэнстон, как его планер Airspeed Horsa, буксируемый транспортным самолётом Armstrong Whitworth Albemarle, сорвался с буксировочного троса и полетел вниз. К счастью, во время приземления никто не пострадал, поэтому вылет перенесли на следующий день.

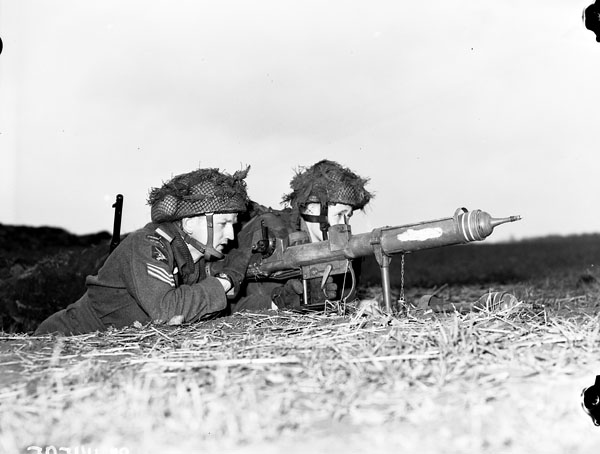
Британские десантники с противотанковым гранатомётом PIAT

Британский план по высадке в Арнем был нарушен с самого начала. Достигнуть заветного моста удалось только небольшой группе из двух парашютных подразделений: 1-й парашютной бригаде подполковника Джона Фроста и 2-му парашютному батальону того же Фроста. 1-му и 3-му парашютным батальонам не удалось добраться до города, поэтому в помощь им утром 18 сентября вылетели солдаты Южностаффордширского полка. В окрестностях Арнема Кейн и его сослуживцы оказались ночью 18 сентября. Подполковник Дэвид Доби из 1-го батальона предложил нанести точечный удар по узкому участку фронта между Нижним Рейном и Арнемской железной дорогой. Южностаффордширский полк двинулся вперёд с 1-м и 3-м батальонами на фланге, а 11-й парашютный батальон остался в резерве.
Стаффордширцы двинулись в 4:30 с ротой D во главе колонны, за ними шли роты A и B, а в резерве была рота C. В зоне вокруг больницы Святой Елизаветы передовая рота встретила упорное сопротивление, когда производила зачистку домов. Рота B возглавила колонну, добравшись до здания городского музея и закрепившись в небольшом парке около него. Кейн и его люди впервые столкнулись с вражеской бронетехникой именно там. Рота была вооружена только миномётами и противотанковыми гранатомётами PIAT, и нанести какой-либо существенный урон вражеским танкам и самоходкам британцы не смогли. К 11:30 у них закончились боеприпасы, и немцы фактически взяли контроль над территорией. Положение было безнадёжным, и командир 2-го батальона Южностаффордширского полка подполковник Маккарди приказал отступать. Кейн и несколько его сослуживцев успели эвакуироваться, остальные британцы попали в плен. Позднее Кейн назвал это сражение «южностаффордширским Ватерлоо» (англ. South Staff's Waterloo).
Выжившие вернулись на позиции резервного 11-го батальона. Майор Гилкрист из роты A 11-го батальона встретил Кейна, который заявил: «Приближаются танки, дайте мне PIAT» (англ. The tanks are coming, give me a PIAT). Гилкрист, однако, отказался выполнять просьбу Кейна, и стаффордширцы стали перегруппировываться за позициями 11-го батальона. Около 100 выживших разделились на пять взводов под общим командованием Кейна. Подполковник Джордж Ли, командовавший батальоном, приказал им в штыковой атаке выбить противника с возвышенности под названием Ден Бринк и закрепиться на ней для облегчения дальнейших боёв. Однако толстые корни деревьев мешали британцам подниматься выше и выше, поэтому Кейн вынужден был отступить в Остербек.

#### Остербекский периметр

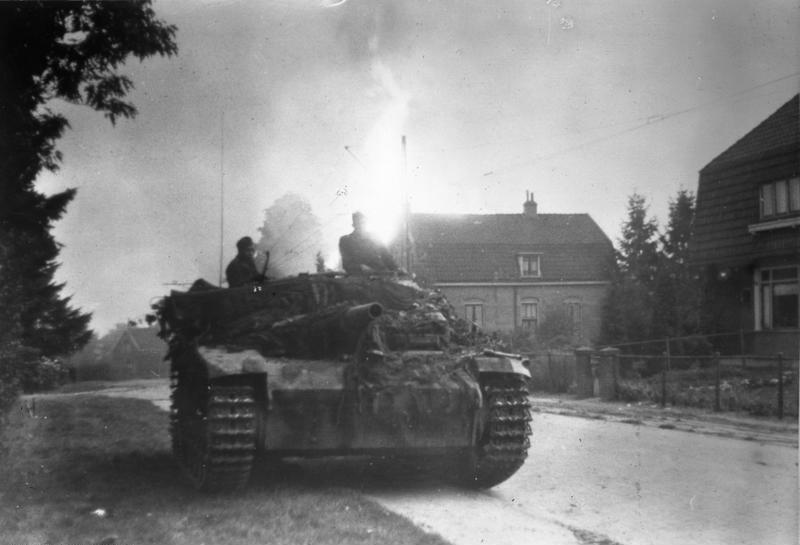
Немецкая самоходка StuG III в Арнеме

Остатки четырёх батальонов вынуждены были рассеяться по дивизионным позициям в Остербеке. Они были собраны в отряды обороны под командованием подполковника Шерифа Томпсона, командира 1-го воздушно-десантного полка лёгкой артиллерии, который вынужден был прибегнуть к силе, чтобы остановить панику в войсках. Получив предупреждения о том, что британцы в панике бросят 75-мм гаубицы M116, он отыскал Кейна как старшего офицера и приказал тому сформировать линии обороны перед орудийными позициями. Томпсон также отправил майора Ричарда Лонсдейла с приказом возглавить войска на передовой, и в течение среды 20 сентября они выдерживали немецкие атаки, пока не отошли к главному периметру. Этот сектор изначально обозначался как «Силы Томпсона» (англ. Thompson Force), но после ранения Томпсона на следующий день был переименован в «Силы Лонсдейла» (англ. Lonsdale Force). К северу и западу от Остербека другие отряды стали отступать, не в силах справиться с немецкими войсками, и в течение нескольких следующих дней вокруг города стал формироваться периметр в форме своеобразного выступа, основой которого был Рейн.
Сектор «Сил Лонсдейла» занимал южный конец восточного периметра, и Кейн был одним из трёх майоров, оборонявших сектор. По ходу битвы он поставил себе целью уничтожать в первую очередь всю попадающуюся вражескую бронетехнику: он вынужден был вести огонь по танкам противника из сада рядом с местной прачечной, несмотря на протесты хозяина-голландца. В течение следующих дней Кейн боролся против вражеских танков, самоходок и даже снайперов, вдохновляя своих людей. Днём 21 сентября, в четверг, на позицию Кейна двинулись два танка. Один из его сослуживцев, располагавшийся в здании чуть выше, был наводчиком. Кейн выждал, пока первый танк — штурмовое орудие StuG III — не подойдёт поближе. Самоходка выстрелила в здание: в результате взрыва однополчанин Кейна был убит, а самого майора засыпало штукатуркой, но тот не оставил позицию. Штаб-сержант Ричард Лонг из Полка пилотов планеров позднее вспоминал, что Кейн стрелял из своего гранатомёта PIAT по самоходке, пока та не была подбита, однако во время боя со вторым танком бронебойная граната взорвалась непосредственно в лотке гранатомёта, и взрывной волной Кейна отбросило назад. Кейн утверждал, что в этот момент ему почудилось, что он ослеп. К счастью, британцы не только эвакуировали Кейна, но и вовремя отправили 75-мм орудия, которыми и был подбит второй танк.

Я орал, как шпана. Я кричал, чтобы кто-нибудь взял PIAT, потому что позади был ещё один танк. Я ревел, визжал и ругался последними словами. Меня оттащили к пункту первой помощи.
Оригинальный текст (англ.)I was shouting like a hooligan. I shouted to somebody to get onto the Piat because there was another tank behind. I blubbered and yelled and used some very bad language. They dragged me off to the Aid Post.

Свидетели утверждали, что Кейн выбыл из строя, но не прошло и получаса, как к нему вернулось зрение. Он отказался от морфия и вопреки всем советам вернулся на передовую, утверждая, что недостаточно тяжело ранен, чтобы находиться в лазарете. От постоянных взрывов и грохота у него лопнули на следующий день барабанные перепонки, но Кейн продолжал сражаться, затолкав в уши бинты. 24 сентября, в воскресенье, после небольшого перемирия Кейн получил сообщение, что к его позиции приближается танк «Тигр». Вместе с солдатом из Королевского полка артиллерии он подбежал к 6-фунтовому орудию, подкатил его к позициям и открыл огонь по танку, который в итоге был подбит. В ходе боя, однако, механизм отдачи сломался и орудие пришло в негодность.
К 25 сентября «Силы Лонсдейла» уже вели затяжные и кровопролитные бои против самоходных орудий, огнемётных танков и пехоты. Противотанковых ружей уже не было, в распоряжении британцев были оставались лишь 2-дюймовые миномёты, из которых Кейн стрелял прямой наводкой. Позже в наградном листе листе сообщалось, что благодаря лидерским качествам Кейна и блестящему использованию имеющегося вооружения ему и немногим остававшимся под его командой солдатам удалось полностью деморализовать противника и после более чем трёх часов боя заставить его отступить в беспорядке. После битвы командование сообщило, что Кейн лично подбил или вывел из строя шесть танков (четыре «Тигра») и шесть самоходных орудий.
В ту же ночь дивизия стала уходить с позиций в рамках спасательной операции «Берлин». Для маскировки солдаты побрились и нанесли маскировочную краску на лица. Кейн сбрил бороду, отросшую за неделю, и смыл следы крови со своей десантной куртки. При виде Кейна во время переправы через Рейн бригадир Филипп «Пип» Хикс даже пошутил: «Хотя бы один офицер выбрит», в ответ на что Кейн ответил: «Меня хорошо воспитали, сэр». Кейн переправился в старой лодке через Рейн последним, пропустив вперёд всех своих подчинённых.

## Крест Виктории
59 солдат, выживших во время боёв в Арнеме, были представлены к наградам. Церемония вручения наград состоялась 6 декабря 1944 года в Букингемском дворце. Кейн стал первым (и к началу XXI века единственным) коренным мэнцем, награждённым Крестом Виктории (а также единственным кавалером Креста из всех выживших 59 солдат). Несколько человек были награждены Крестами Виктории посмертно, в том числе ланс-сержант Джон Баскифилд из противотанкового взвода 2-го Южностаффордширского батальона. 2-й батальон стал единственным британским батальоном, солдатам которого вручили одновременно два Креста Виктории во время Второй мировой войны. Сообщение о представлении к награде появилось в London Gazette 31 октября 1944.

Военное министерство, 2 ноября 1944.
КОРОЛЬ своей милостью утвердил награждение КРЕСТОМ ВИКТОРИИ:
капитана (временно майора) Роберта Генри Кейна (129484), полка Королевских нортумберлендских фузилёров (придан Южностаффордширскому полку) (1-й воздушно-десантной дивизии) (Салькомб, Девон).
В Голландии 19 сентября 1944 года майор Кейн командовал стрелковой ротой Южностаффордширского полка в ходе битвы за Арнем, когда она была отрезана от остальной части батальона и в течение следующих шести дней вела упорные бои с вражескими танками, самоходными орудиями и пехотой. Немцы предпринимали постоянные попытки прорваться на позиции роты путём просачивания отдельных групп, и если бы это им удалось сделать, положение всех сил десанта стало бы критическим.
Предотвращение попадания жизненно важного сектора в руки врага было в значительной мере личной заслугой майора Кейна с его выдающейся преданностью долгу и замечательными лидерскими качествами.
20 сентября танк «Тигр» достиг района, удерживаемого его ротой, и майор Кейн в одиночку выступил против него, будучи вооружённым PIAT. Заняв позицию, он ждал, пока танк не приблизится на расстояние 20 ярдов, и затем открыл огонь. Танк мгновенно остановился и навёл своё орудие, поразив угол дома, рядом с которым находился офицер. Насмотря на полученные ранения от пулемётного огня и падающей кирпичной кладки, майор Кейн продолжил стрельбу, пока не добился нескольких прямых попаданий, обездвижил танк и руководил наводкой 75-мм гаубицы, которая и уничтожила машину. Только тогда он позволил перевязать свои раны.
Следующим утром этот офицер отогнал ещё три танка благодаря бесстрашному применению PIAT, каждый раз оставляя укрытие и занимая позицию на открытом пространстве с полным пренебрежением собственной безопасностью.
В течение следующих дней майор Кейн успевал всюду, где назревала угроза, держась рядом со своими солдатами и примером личного бесстрашия вдохновляя их держаться. Он отказывался от отдыха и медицинской помощи несмотря на то, что его слух серьёзно ухудшился из-за повреждения барабанной перепонки, а сам он страдал от многочисленных ран.
25 сентября противник провёл скоординированную атаку на позиции майора Кейна при использовании самоходных орудий, огнемётчиков и пехоты. В этот момент последний PIAT вышел из строя, и майор Кейн был вооружён лишь лёгким 2-дюймовым миномётом. Однако благодаря умелому использованию этого оружия и отважному руководству немногочисленными людьми, ещё остававшимися под его командой, он полностью деморализовал противника, который трёхчасового боя, продолжавшегося больше трёх часов, отступил в беспорядке.
На всём протяжении битвы за Арнем майор Кейн проявлял блестящую отвагу. Его выносливостью и лидерскими качествами восхищались все его сослуживцы, а в войсках постоянно ходили рассказы о его доблести. Его хладнокровие и храбрость под непрерывным огнём были непревзойдёнными.
Оригинальный текст (англ.)War Office, 2nd November, 1944.

The KING has been graciously pleased to approve awards of the VICTORIA CROSS to: —
Captain (temporary Major) Robert Henry Cain (129484), The Royal Northumberland Fusiliers, (attd. The South Staffordshire Regiment)
(I Airborne Division) (Salcombe, Devon).
In Holland on 19th September, 1944, Major Cain was commanding a rifle company of the South Staffordshire Regiment during the Battle of Arnhem when his company was cut off from the rest of the battalion and during the next six days was closely engaged with enemy tanks, self-propelled guns and infantry. The Germans made repeated attempts to break into the company position by infiltration and had they succeeded in doing so the whole situation of the Airborne Troops would have been jeopardised.
Major Cain, by his outstanding devotion to duty and remarkable powers of leadership, was to a large extent personally responsible for saving a vital sector from falling into the hands of the enemy.
On 20th September a Tiger tank approached the area held by his company and Major Cain went out alone to deal with it armed with a Piat. Taking up a position he held his fire until the tank was only 20 yards away when he opened up. The tank immediately halted and turned its guns on him, shooting away a corner of the house near where this officer was lying. Although wounded by machine gun bullets and falling masonry, Major Cain continued firing until he had scored several direct hits, immobilised the tank and supervised the bringing up of a 75 mm. howitzer which completely destroyed it. Only then would he consent to have his wounds dressed.
In the next morning this officer drove off three more tanks by the fearless use of his Piat, on each occasion leaving cover and
taking up position in open ground with complete disregard for his personal safety.
During the following days, Major Cain was everywhere where danger threatened, moving amongst his men and encouraging them by his fearless example to hold out. He refused rest and medical attention in spite of the fact that his hearing had been seriously impaired because of a perforated eardrum and he was suffering from multiple wounds.
On 25 September the enemy made a concerted attack on Major Cain's position, using self-propelled guns, flame throwers and infantry. By this time the last Piat had been put out of action and Major Cain was armed with only a light 2" mortar. However, by a skilful use of this weapon and his daring leadership of the few men still under his command, he completely demoralized the enemy who, after an engagement lasting more than three hours, withdrew in disorder.

Throughout the whole course of the Battle of Arnhem, Major Cain showed superb gallantry. His powers of endurance and leadership were the admiration of all his fellow officers and stories of his valour were being constantly exchanged amongst the troops. His coolness and courage under incessant fire could not be surpassed.

В официальном документе есть несколько ошибок: описанные действия против немецкого танка имели место не 20, а 21 сентября (20 числа был убит лейтенант Майкл, наводчик Кейна), а сама машина была не «Тигром», а САУ StuG III.

## После войны
8 мая 1945 года был подписан Акт капитуляции Германии, однако сообщение об этом дошло не до всех немецких частей, поэтому силы вермахта в Норвегии и Чехии продолжили сопротивление союзникам. Союзники высказывали опасения, что в Норвегии война затянется надолго. В рамках операции «Судный день» Кейн был 11 мая 1945 года направлен в Осло в составе 1-й воздушно-десантной бригады. При помощи движения «Милорг» британцы заставили немцев без единого выстрела сложить оружие и вернулись из Норвегии 25 августа 1945 года. Кейн продолжал службу в Южностаффорширдском полку до увольненя в запас 28 декабря 1945 года; при увольнении он был официально был произведён в майоры.
После войны Кейн продолжил работать в компании Shell, жил на Дальнем Востоке и в Западной Африке. В 1951 году его избрали в Палату представителей Нигерии, где он в то время работал. В Британию Кейн вернулся в 1965 году, снова поселившись на острове Мэн. 2 мая 1974 года он умер от рака. Его тело кремировали, а прах захоронили на кладбище Брэддэн на острове Мэн в семейной могиле.

## Память
- В честь Роберта Кейна королевский колледж Вильгельма учредил стипендию для студентов[3].
- Имя Роберта Кейна носит часовня в хосписе в Дугласе — столице острова Мэн[3].
- В память о Кейне в парке Dhoon Arboretum выращен дуб из жёлудя, доставленного из Арнема; это дерево называют Арнемским дубом[47].
- Крест Виктории, десантная куртка и бордовый берет, принадлежавшие Кейну, выставлены в музее Стаффордширского полка[англ.][45][48].
- В 1981 году почтовой службой острова Мэн была выпущена марка в честь Роберта Генри Кейна номиналом в 10 пенсов[49].
- В 2006 году остров Мэн выпустил серию памятных монет, посвящённых Роберту Кейну. Торжественную церемонию, посвящённому их выпуску, открывала дочь Роберта Фрэнсис Кэтрин Кейн[50].
- Мужем Фрэнсис Кэтрин является Джереми Кларксон, известный британский телеведущий, который был рассказчиком в документальном фильме Би-би-си «Крест Виктории: во имя доблести», вышедшем в 2003 году. Фильм посвящён кавалерам Креста Виктории[51]. Сама супруга Кларксона узнала о славе своего отца только после его смерти: при жизни Роберт никогда этим не хвастал[51].

## Награды
|  | Крест Виктории                              |
|  | Звезда «1939—1945»                          |
|  | Французская и Германская звезда             |
|  | Итальянская звезда                          |
|  | Британская медаль обороны                   |
|  | Военная медаль 1939—1945                    |
|  | Награда за службу в территориальных войсках |
|  | Коронационная медаль Елизаветы II           |